# Corymborkis flava
Corymborkis flava är en orkidéart som först beskrevs av Olof Swartz, och fick sitt nu gällande namn av Carl Ernst Otto Kuntze. Corymborkis flava ingår i släktet Corymborkis, och familjen orkidéer. Inga underarter finns listade i Catalogue of Life.

## Bildgalleri

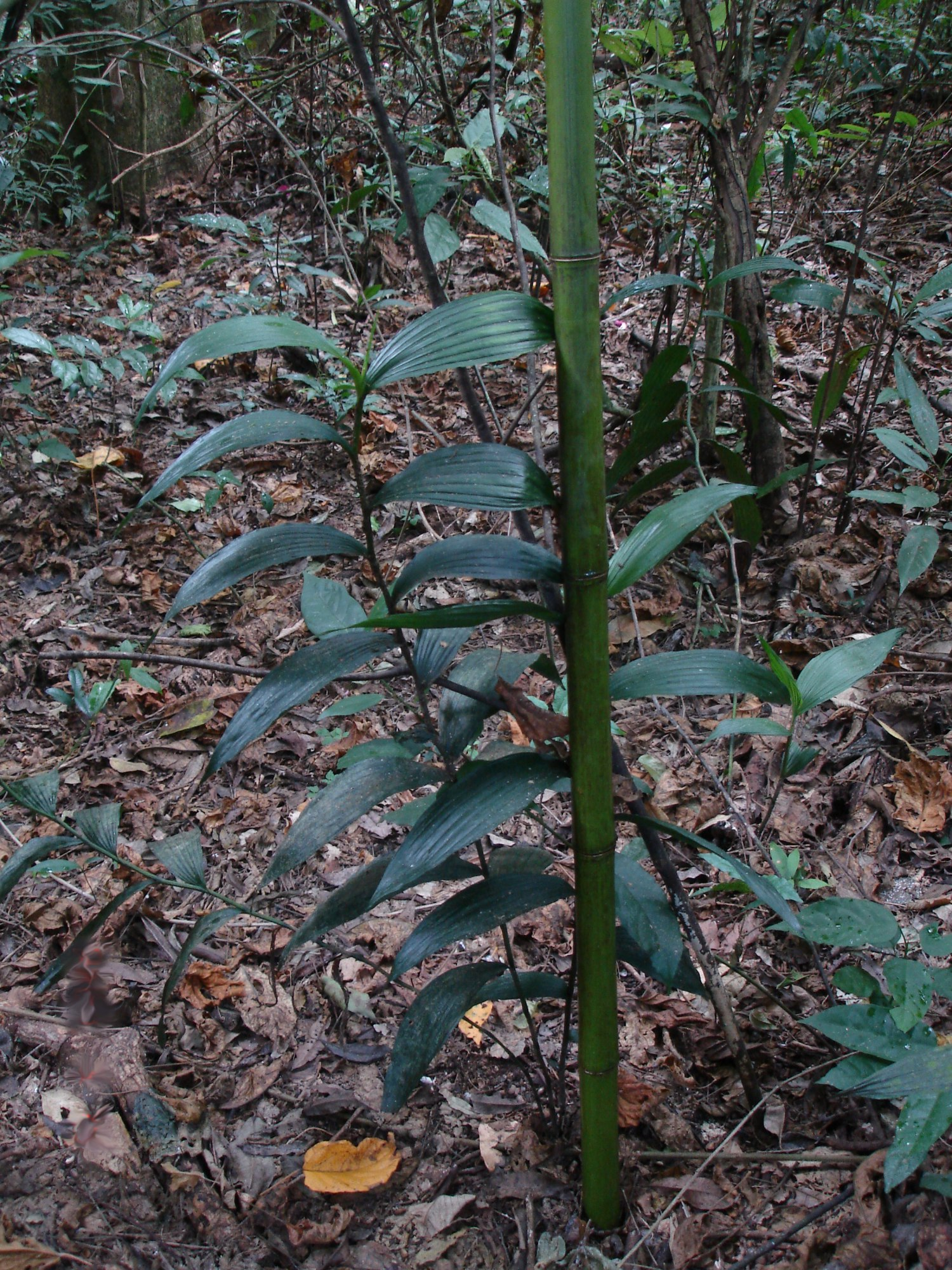
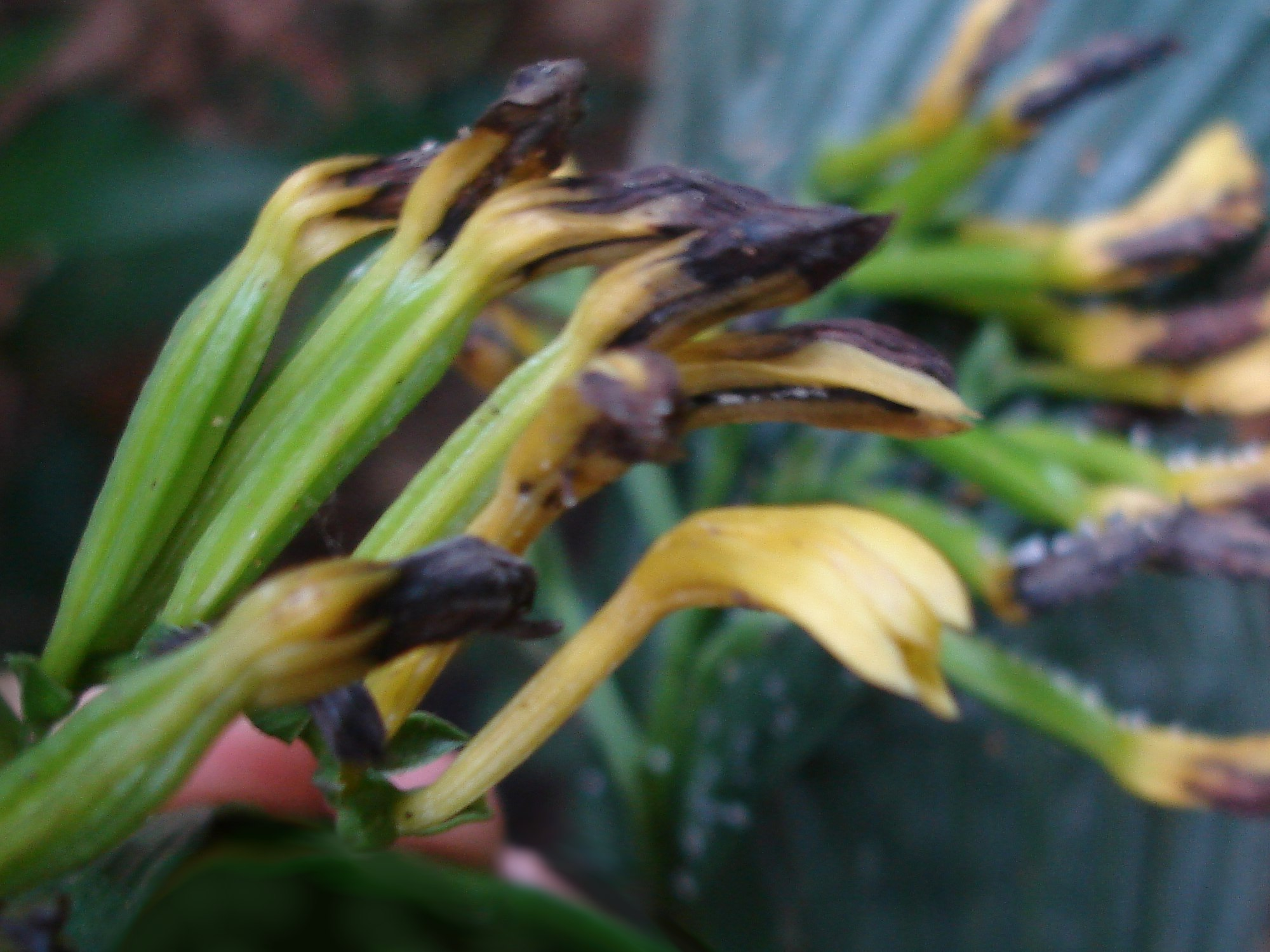
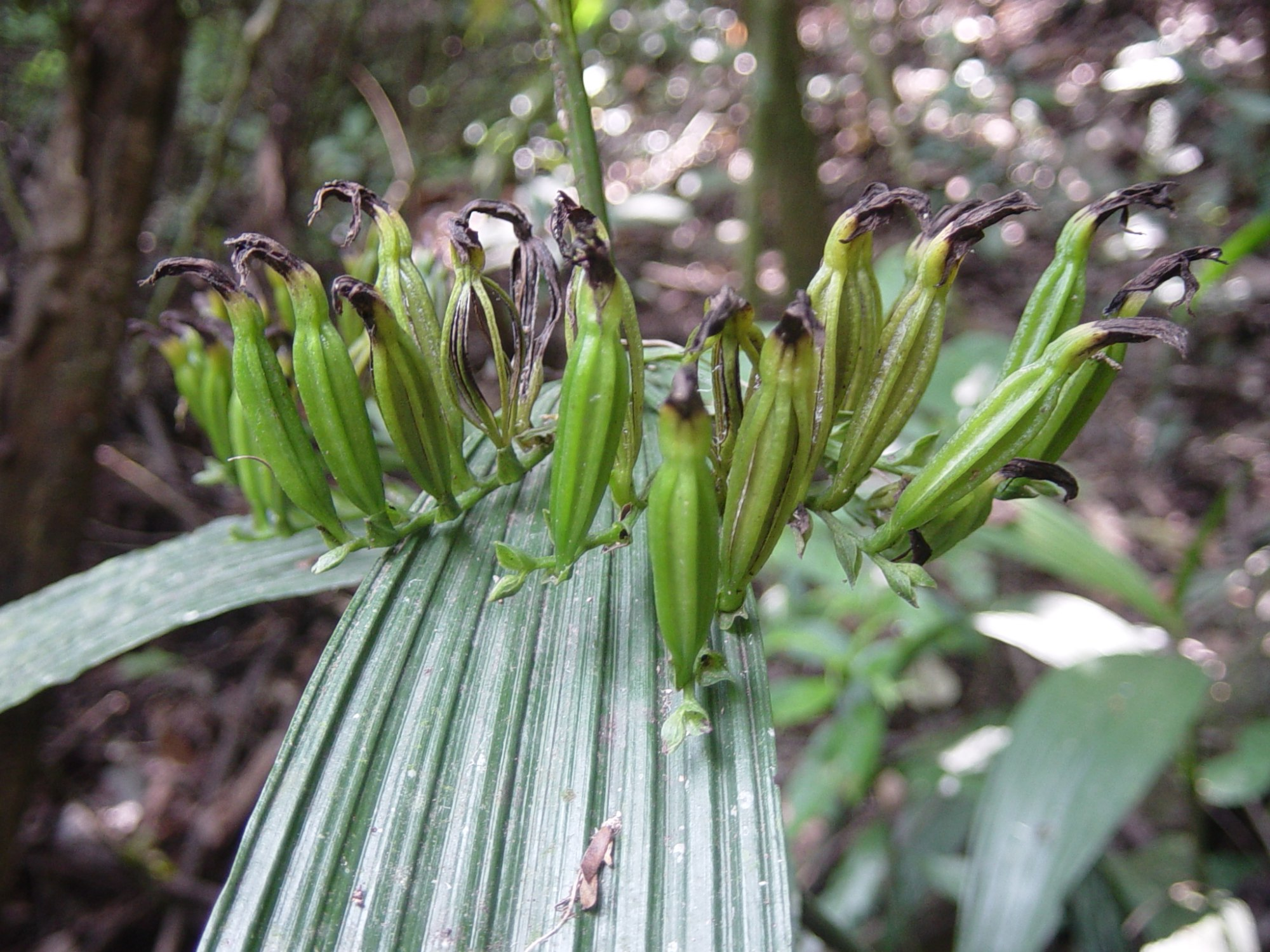